# Automotrice FCE ALn 56
Le automotrici FCE ALn 56 erano un gruppo di sei rotabili automotori con motore diesel, a trasmissione meccanica, di costruzione Fiat, della Ferrovia Circumetnea.

## Storia
Le automotrici furono commissionate alla Fiat, dalla Società Siciliana di Lavori pubblici, esercente la ferrovia Circumetnea, nella seconda metà degli anni trenta, dopo avere ottenuto l'autorizzazione ministeriale, con atto aggiuntivo alla concessione in data 14 dicembre 1935, allo scopo di sostituire il materiale rotabile ordinario con trazione a vapore, con l'intento di elevare la velocità commerciale dei servizi passeggeri; l'ordine prevedeva la fornitura di sei unità
Le automotrici furono consegnate tutte entro il 1937, e furono immatricolate come ALn 56.01–06; rappresentarono un salto di qualità rispetto al precedente servizio espletato con le locomotive a vapore, e le carrozze a terrazzini, e furono gradite dell'utenza.
Dagli anni ottanta ne cominciò l'accantonamento; il 14 ottobre del 1984 l'intero gruppo cessò ufficialmente il servizio viaggiatori.
Dopo la cessazione del servizio, le automotrici furono accantonate, e successivamente, le unità 02, 03, 04 e 05 furono demolite; mentre le unità 01 e 06 furono preservate; quest'ultime svolgevano servizio esclusivamente turistico.
Durante i primi anni duemila, l'unità 01 subì un guasto, non fu più riparata, e fu lasciata in accantonamento nell'ex deposito locomotive della stazione di Bronte, convertito nel 2016 in Spazio Espositivo dei Rotabili Storici; mentre l'unità 06 fu restaurata, e fu riverniciata nella livrea originale (amaranto e bianco). Quest'ultima, ancora oggi, è funzionante e svolge servizio turistico, prevalentemente sulla tratta Bronte-Randazzo.

## Caratteristiche

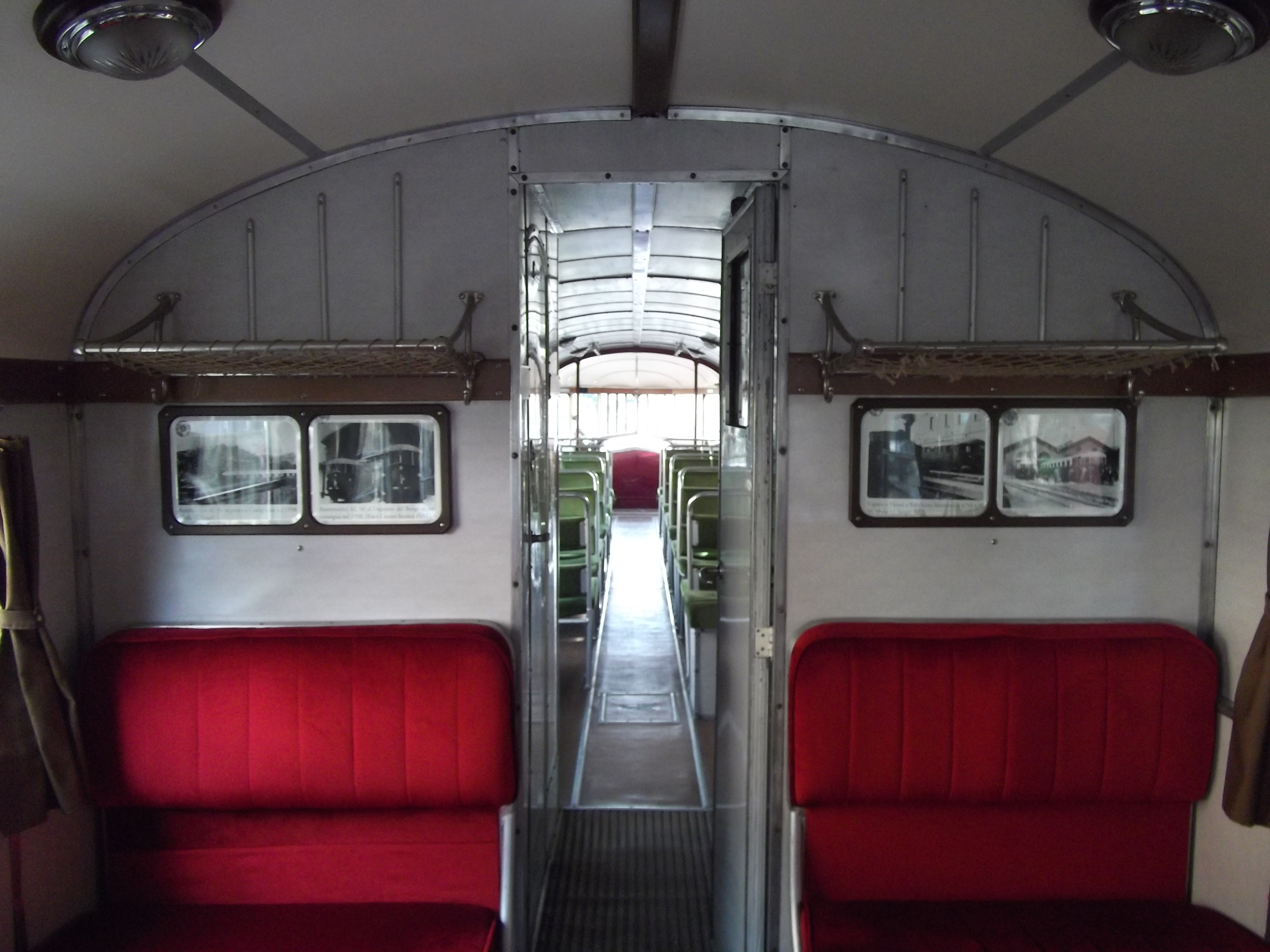
L'interno dell'ALn 56.06, fotografato mentre quest'ultima era in sosta alla stazione di Misterbianco, il 12 dicembre 2012, in occasione di una gita organizzata da un'associazione.

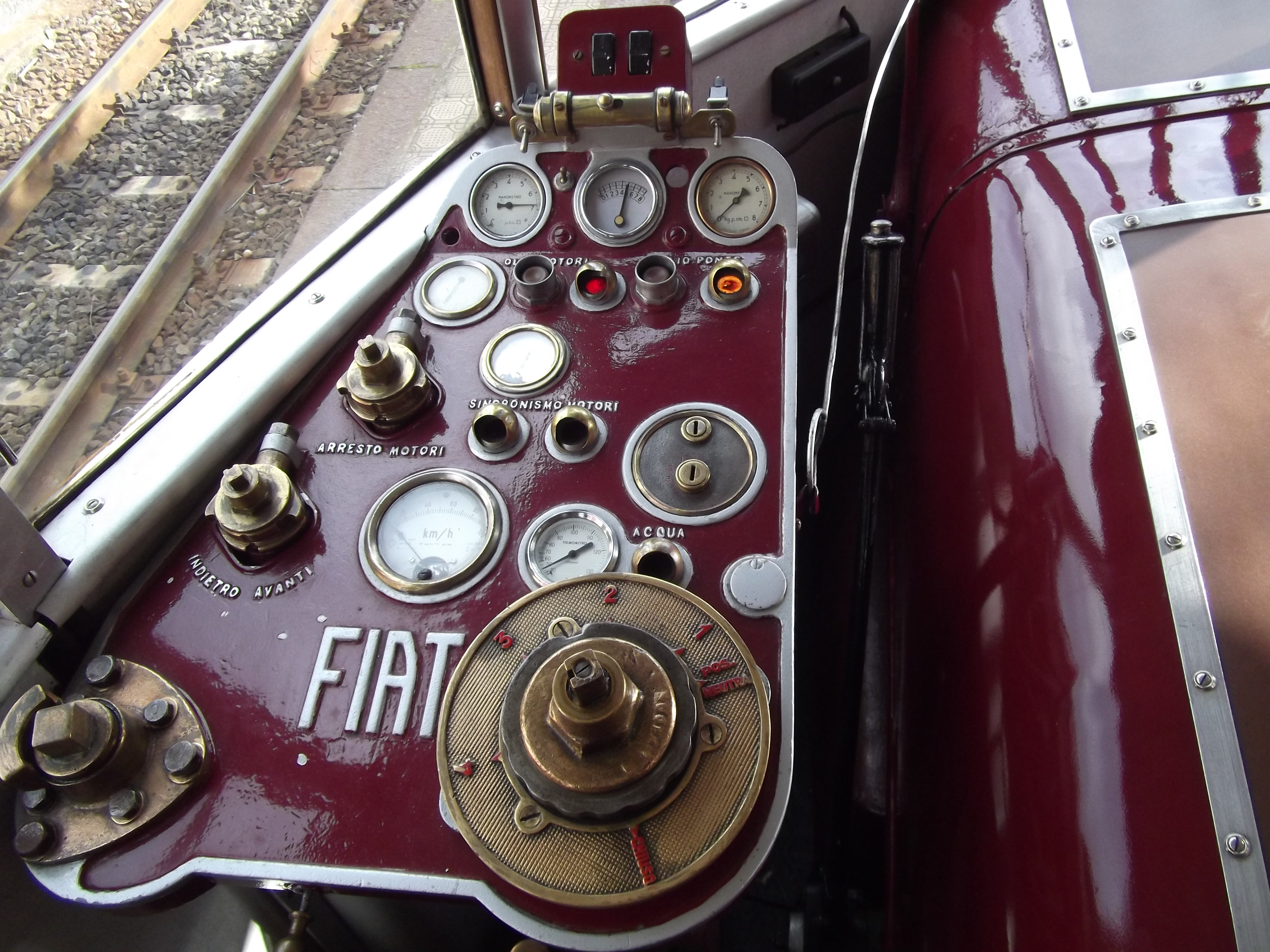
Il banco da manovra della cabina B dell'ALn 56.06, fotografato mentre quest'ultima era in sosta alla stazione di Misterbianco, il 12 dicembre 2012, in occasione di una gita organizzata da un'associazione.

Sono unità molto simili alle automotrici FS ALn 56 (corrispondono al modello 030 Fiat), da cui differiscono per pochi particolari, tra cui lo scartamento, che in questo caso è ridotto, ovvero da 950 mm.
Le automotrici sono a carrelli ambedue motori su un solo asse. I due comparti viaggiatori offrono 16 posti in prima classe e 40 in seconda, più alcuni posti a strapuntino.
I due motori diesel sono Fiat tipo 355C, a 6 cilindri verticali ad iniezione diretta, per una cilindrata di 8.350 cm³ ed erogano 160 CV (118 kW).

## Curiosità
L'automotrice ALn 56.06 è stata utilizzata per il video ufficiale Guarda l'alba di Carmen Consoli.

## Galleria d'immagini

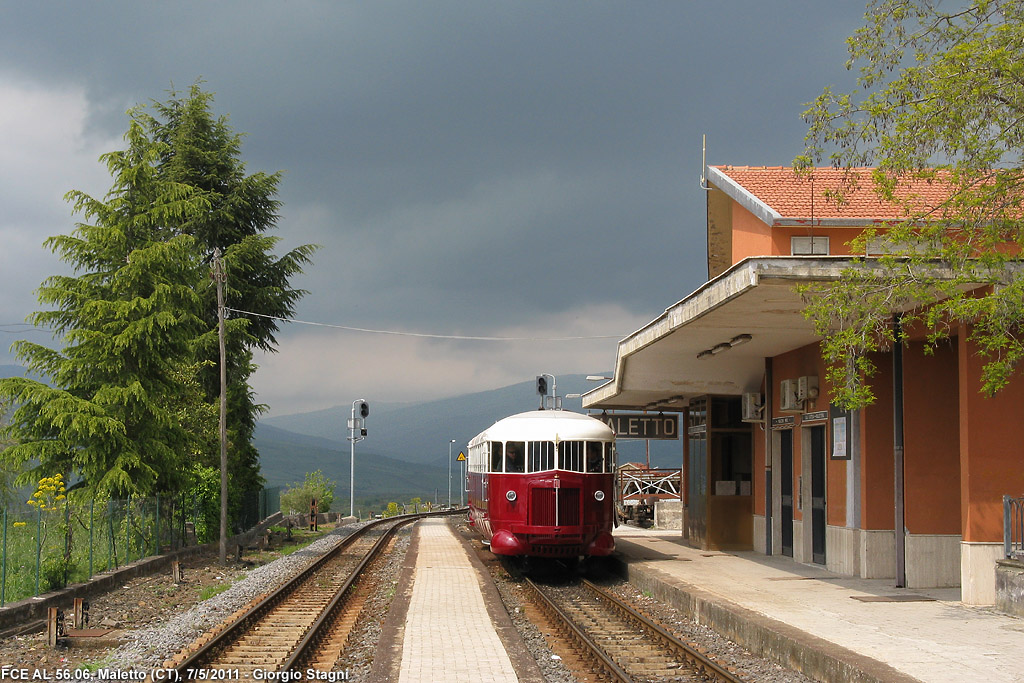
L'ALn 56.06 alla stazione di Maletto, il 7 maggio 2011.
L'ALn 56.02 alla stazione di Belpasso-Piano Tavola, il 20 ottobre 1983.
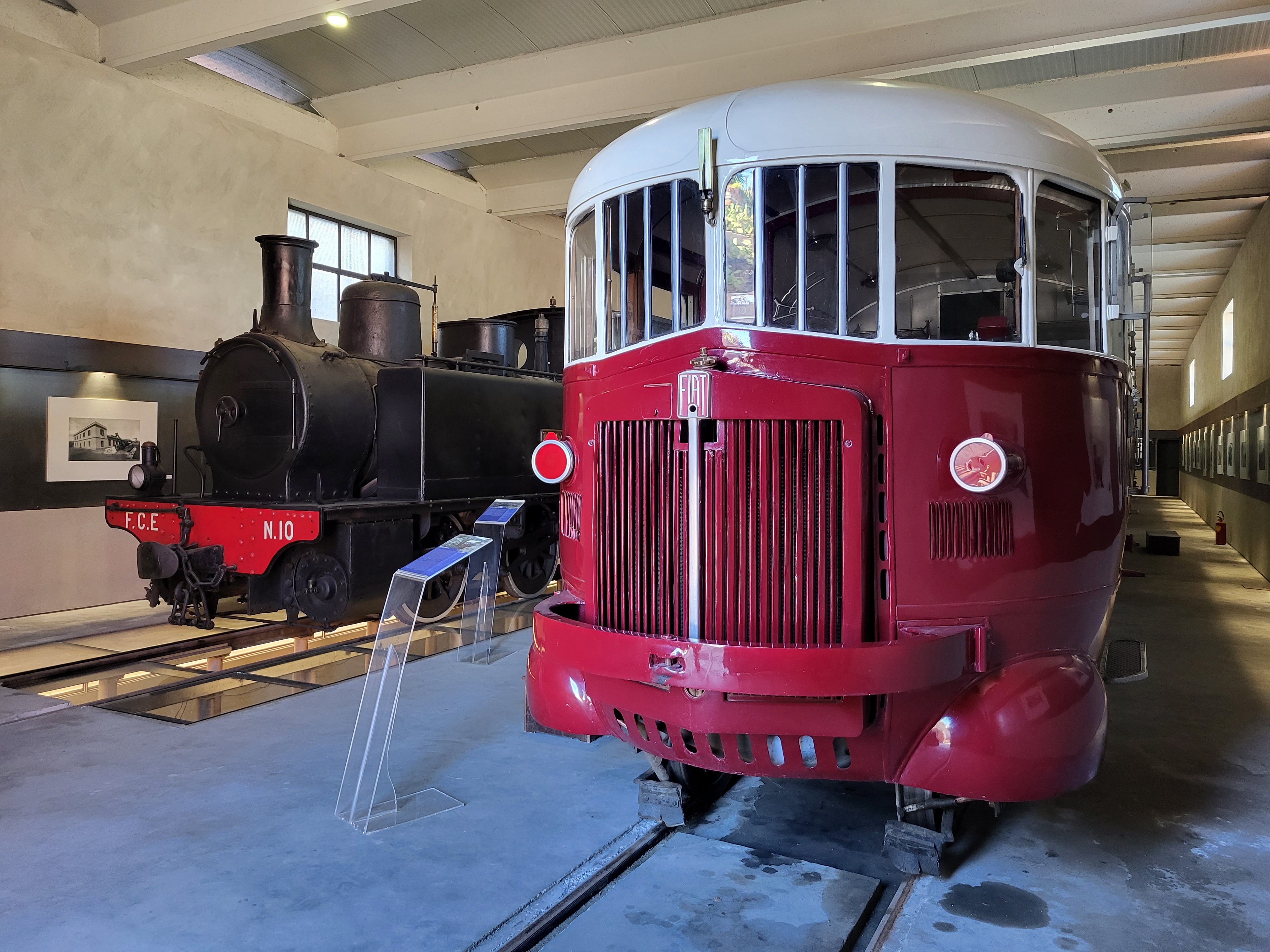
L'ALn 56.06 e la locomotiva a vapore FCE n. 10 (serie n. 1-12), denominata MASCALI, esposte presso lo spazio espositivo dei rotabili storici, nei pressi della stazione di Bronte, il 5 ottobre 2023.
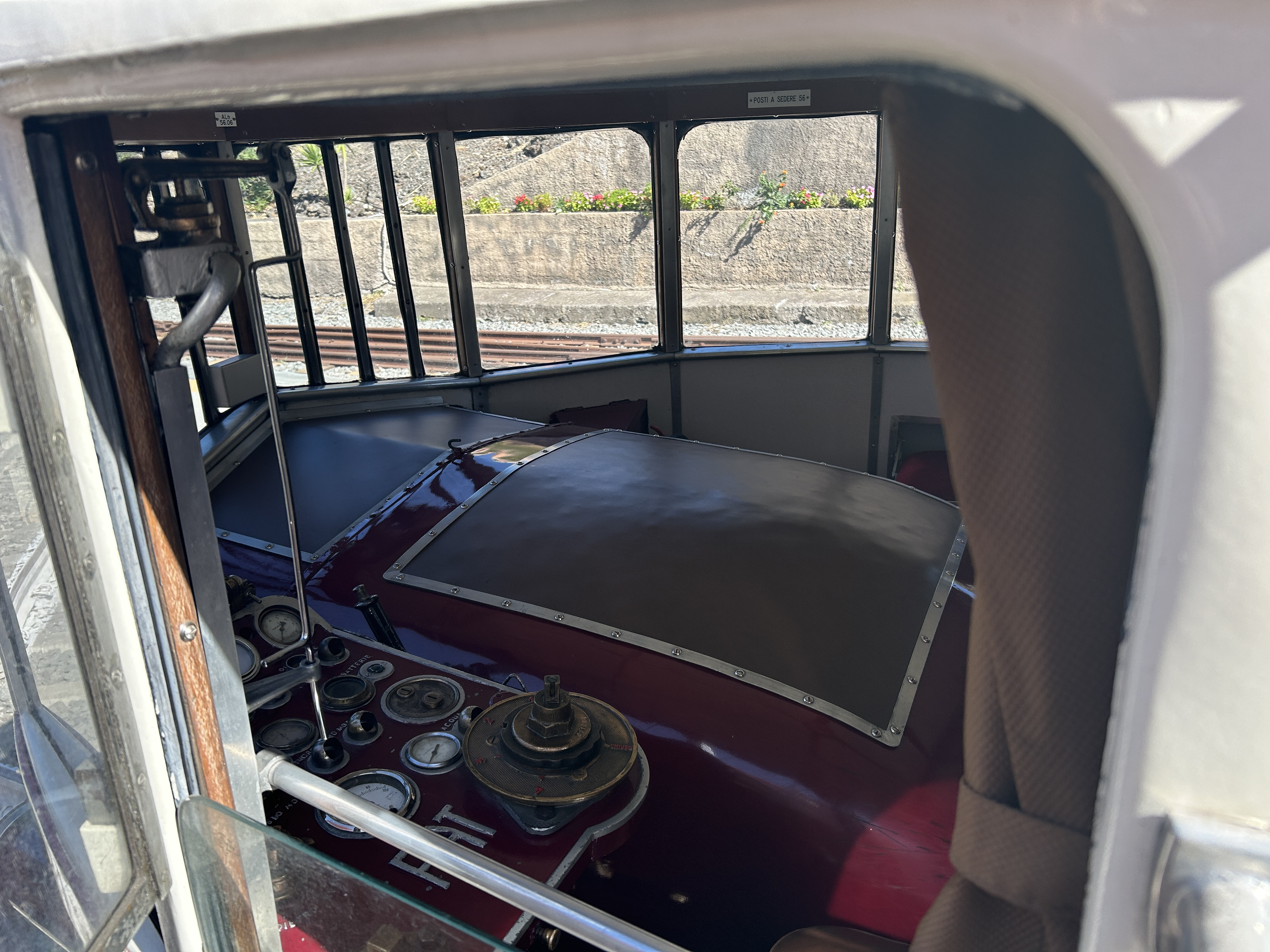
Il banco di manovra della cabina A dell'ALn 56.06, alla stazione di Bronte, il 14 ottobre 2023.
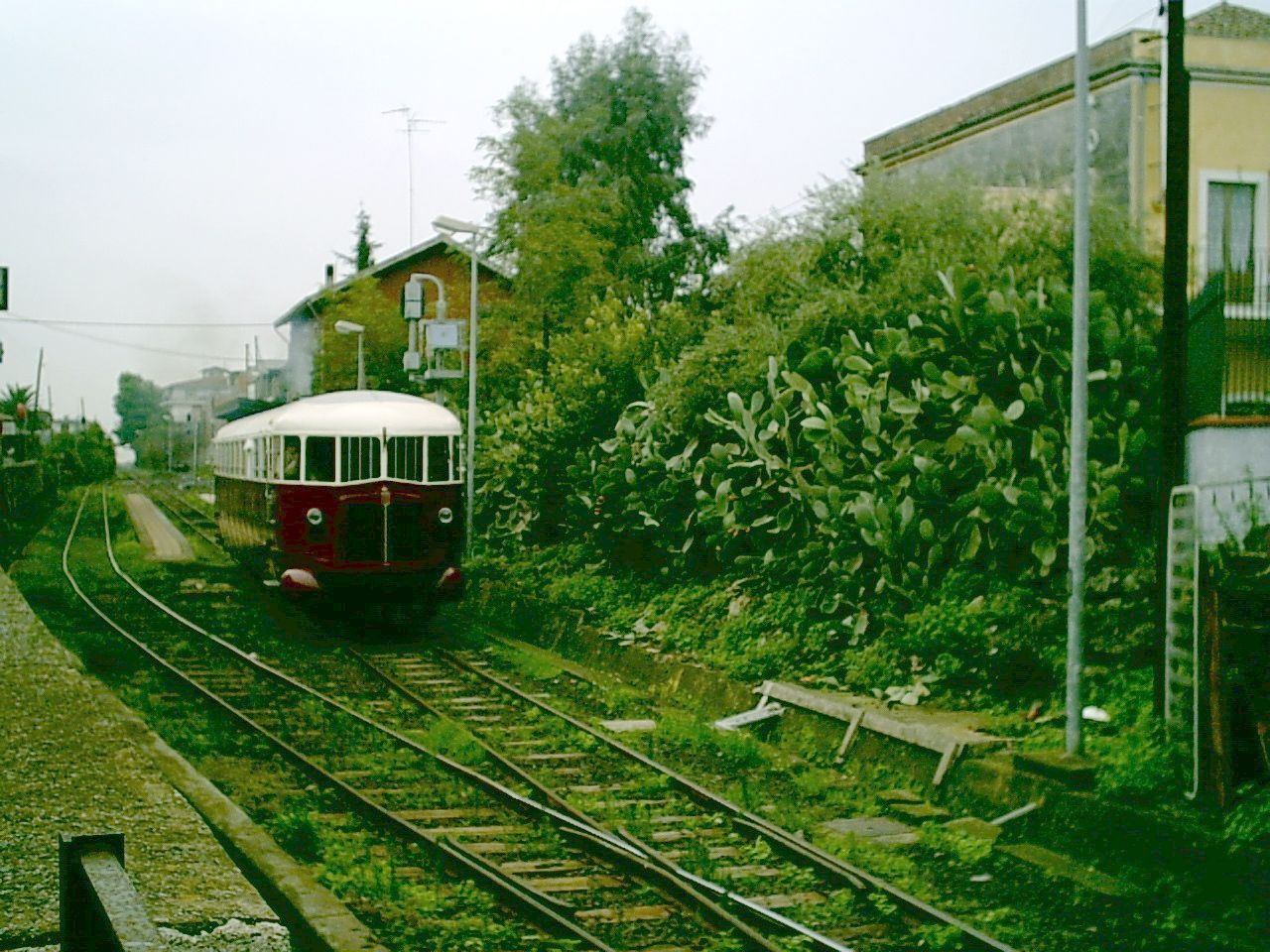
L'ALn 56.06 in transito alla stazione di Misterbianco, il 20 ottobre 2005.
L'ALn 56.02 alla stazione di Adrano, il 20 settembre 1983.